# Красный Яр (Теньгушевский район)
Кра́сный Яр — деревня в Теньгушевском районе Республики Мордовия, на левом берегу реки Мокша. Расположена в 7 километрах от районного центра (Теньгушево).
Является административным центром Красноярского сельского поселения, в которое также входят деревня Телимерки и посёлок Берёзово.
В 1931 году был в Красном Яре был создан совхоз имени Ворошилова, с 1997 года — сельскохозяйственный производственный кооператив. Имеется школа, дом культуры, библиотека, медпункт.
Вблизи деревни Красный Яр расположена особо охраняемая природная территория — дубовая роща, возраст деревьев которой более 50 лет.
Рядом с деревней обнаружены поселения бронзового, раннего железного веков и средневековья.
Население 356 чел. (2001), в основном русские.
Расположена на левом берегу Мокши, в 7 км от районного центра и 93 км от железнодорожной станции Потьма. Название-характеристика: красивое место на обрывистом берегу реки. С начала 19 в. — владельческая деревня в Темниковском уезде. В 1862 г. в Красном Яре были 21 двор (161 чел.), пристань, в основном для обслуживания Вознесенского железоделательного завода; в начале 20 в. — церковно-приходская школа, с 1908 г. — земская школа (см. Земские училища). Жители занимались изготовлением саней, тележных колёс и др. В 1905—1907 гг. отмечались массовые выступления крестьян; братья Буровы печатали на самодельном станке листовки. В 1930 г. в Красном Яре проживал 851 чел. В 1931 г. был создан колхоз им. Ворошилова, с 1950 г. — «Заветы Ильича», с 1973 г. — бригада колхоза «50 лет СССР», с 1992 г. — «Россия», с 1994 г. — «Победа», с 1997 г. — СХПК (центральная усадьба в с. Теньгушеве). В современной инфраструктуре Красного Яра — основная школа, Дом культуры, библиотека, медпункт, отделение связи, сберкасса, магазин. Вблизи Красного Яра — дубовые рощи (ООПТ) и поселения бронзового века, раннего железного века и средневековья. Красный Яр — родина заслуженного лесовода МАССР  П. С. Васина, инженера-строителя А. П. Васина. В Красноярскую сельскую администрацию входят д. Телимерки (134 чел.; родина заслуженного  артиста МАССР В. А. Грачёва ) и Берёзово (45 чел.; в окрестностях — 8 стоянок и поселений, в том числе древней мордвы).